# Lophiostoma nuculoides
Lophiostoma nuculoides är en svampart som beskrevs av Georg Winter. Lophiostoma nuculoides ingår i släktet Lophiostoma och familjen Lophiostomataceae.  Arten är reproducerande i Sverige. Inga underarter finns listade i Catalogue of Life.